# أورفيكا

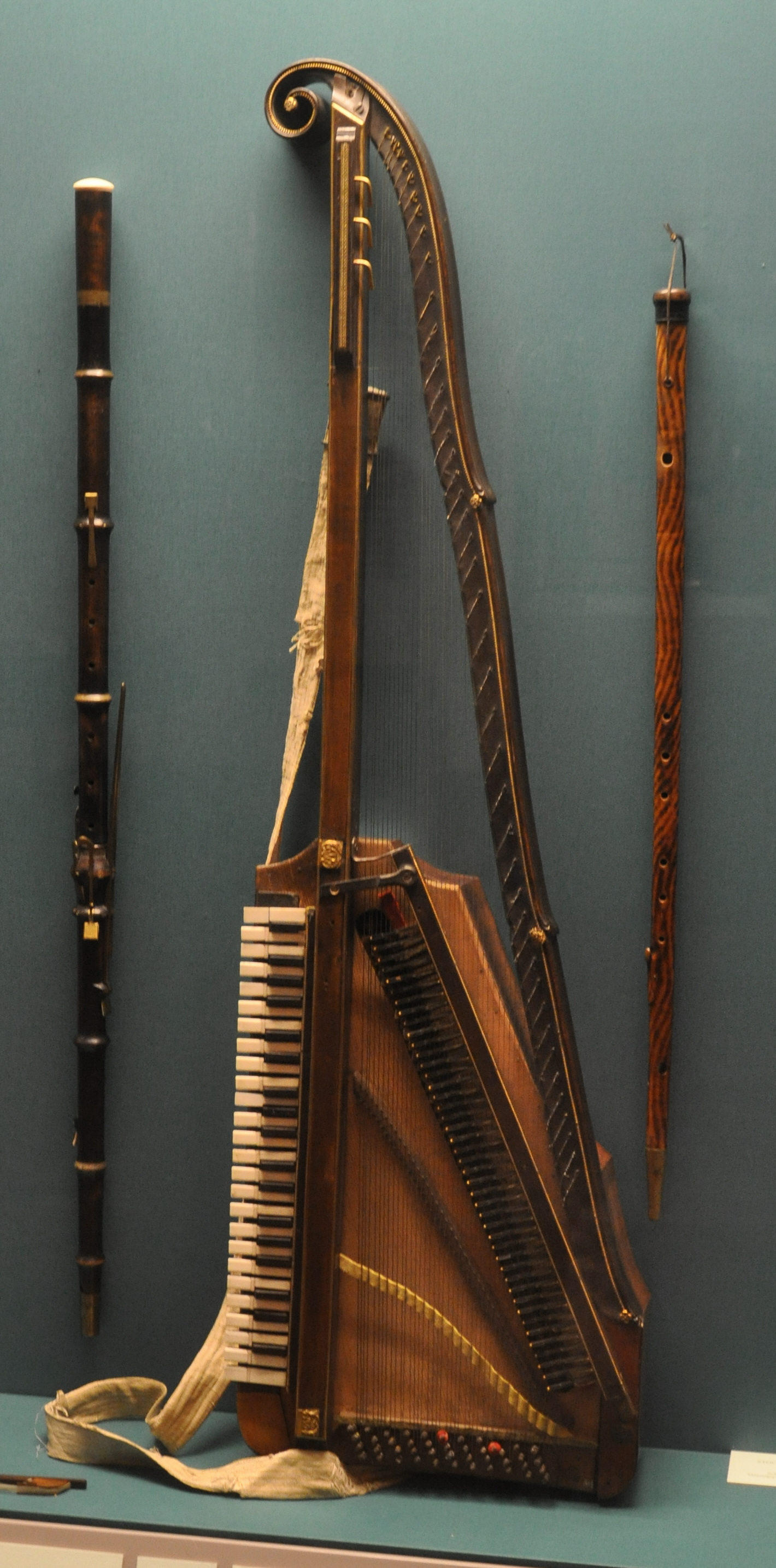
أورفيكا من صنع جوزيف دونال (متحف تاريخ الفنون)

الأورفيكا (بالإنجليزية: Orphica) هو بيانو محمول اخترعه كارل ليوبولد روليغ في القرن الثامن عشر. يمكن أن تعلق الأورفيكا على الكتف مثل الغيتار، لذلك فهو يعتبر أصل آلة الكيتار العصرية.
صنعت فقط بعض آلات الأورفيكا بفيينا من سنة 1795 إلى سنة 1810؛ اليوم لا تزال 30 آلة أورفيكا تقريبا في الوجود.

## تلحين بيتهوفن للأورفيكا
كان لودفيج فان بيتهوفن من بين الملحنين القلائل للأورفيكا. وفقا لرسالة من
فرانز غيرهارد ويغلر صديق بيتهوفن كتبت يوم 23 دجنبر 1827، كان ويغلر يملك «مقطعين للأورفيكا، ألفهما بيتهوفن لزوجتي» (بالألمانية: 2 Stückchen für die Orphica, die Bhven für meine Frau componirte)، يعود المقطعان المسميان حاليا WoO. 51 وسابقا Leichte Klaviersonate إلى سنة 1798.

## معرض

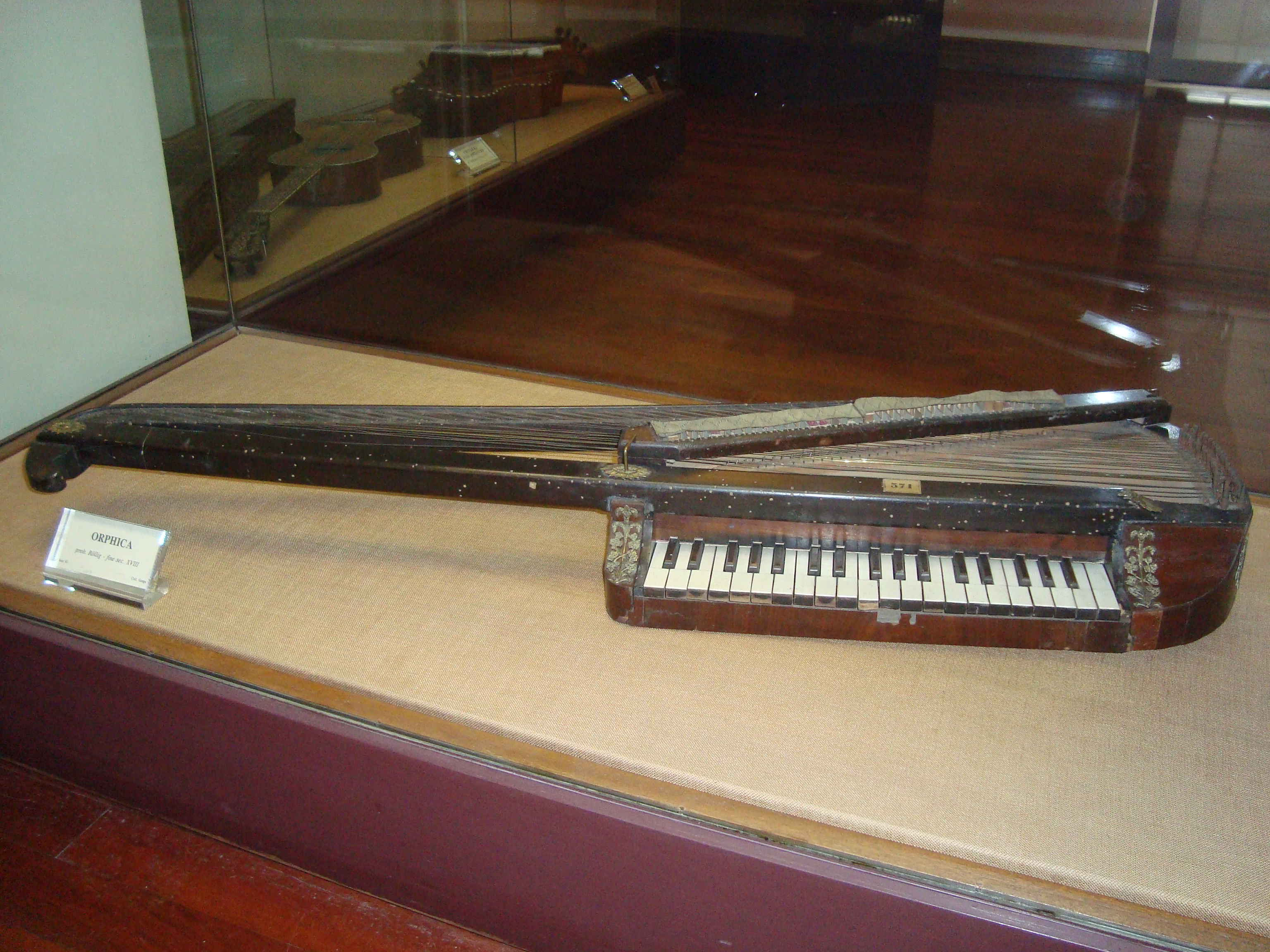
أورفيكا في المتحف الوطني للآلات الموسيقية بروما
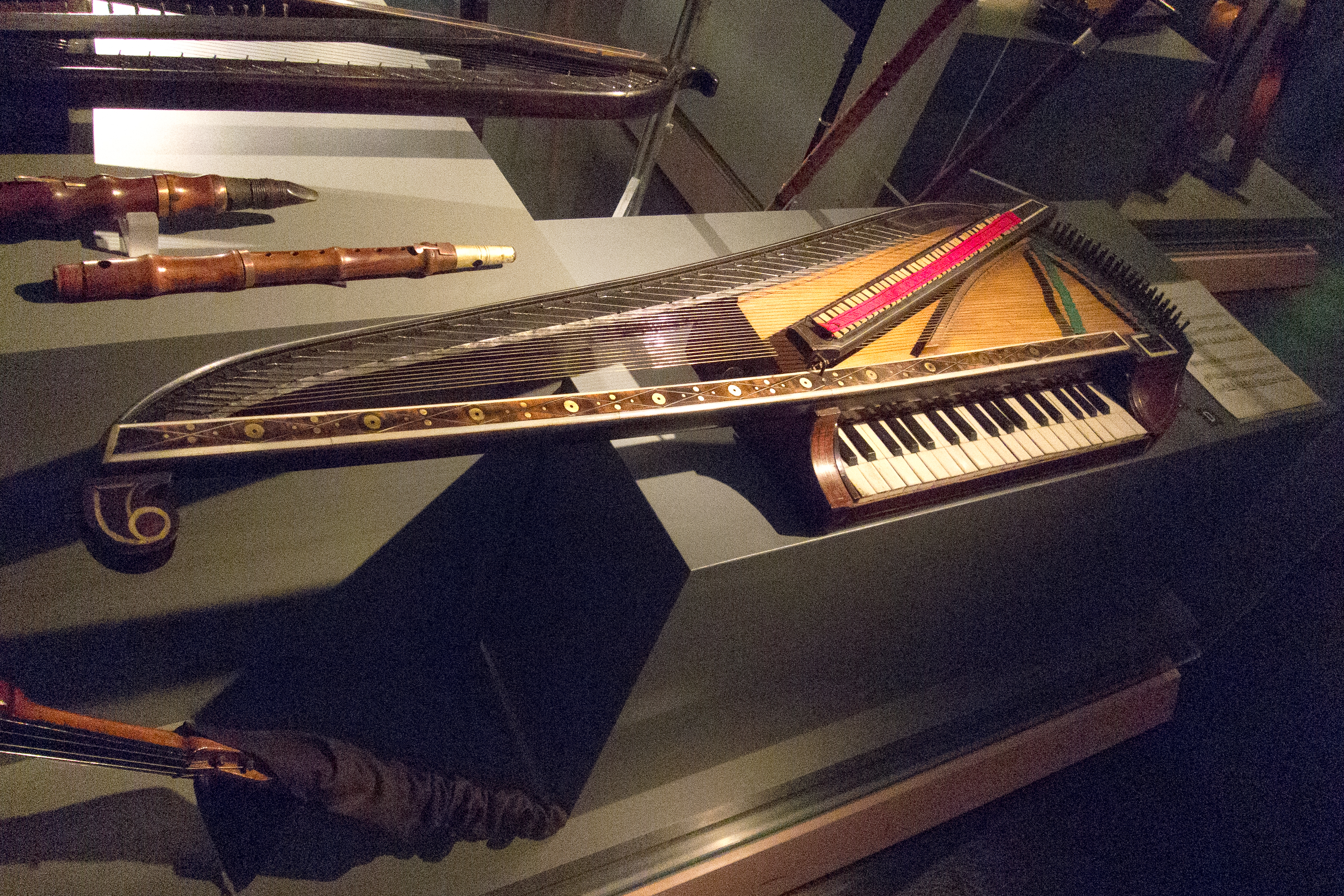
أورفيكا (متحف الآلات الموسيقية بلايبزيغ)
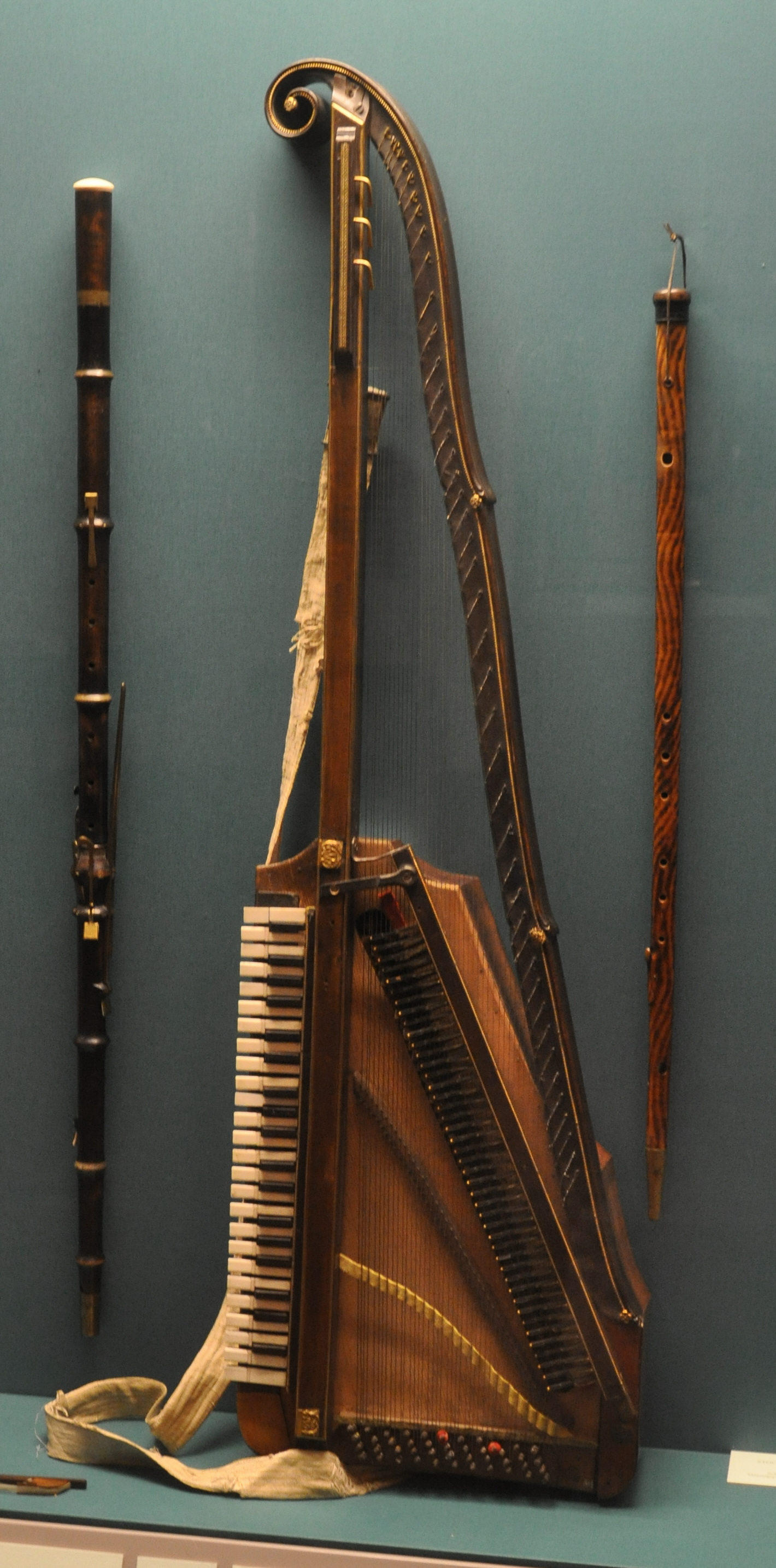
أورفيكا لجوزيف دونال. (متحف تاريخ الفنون)
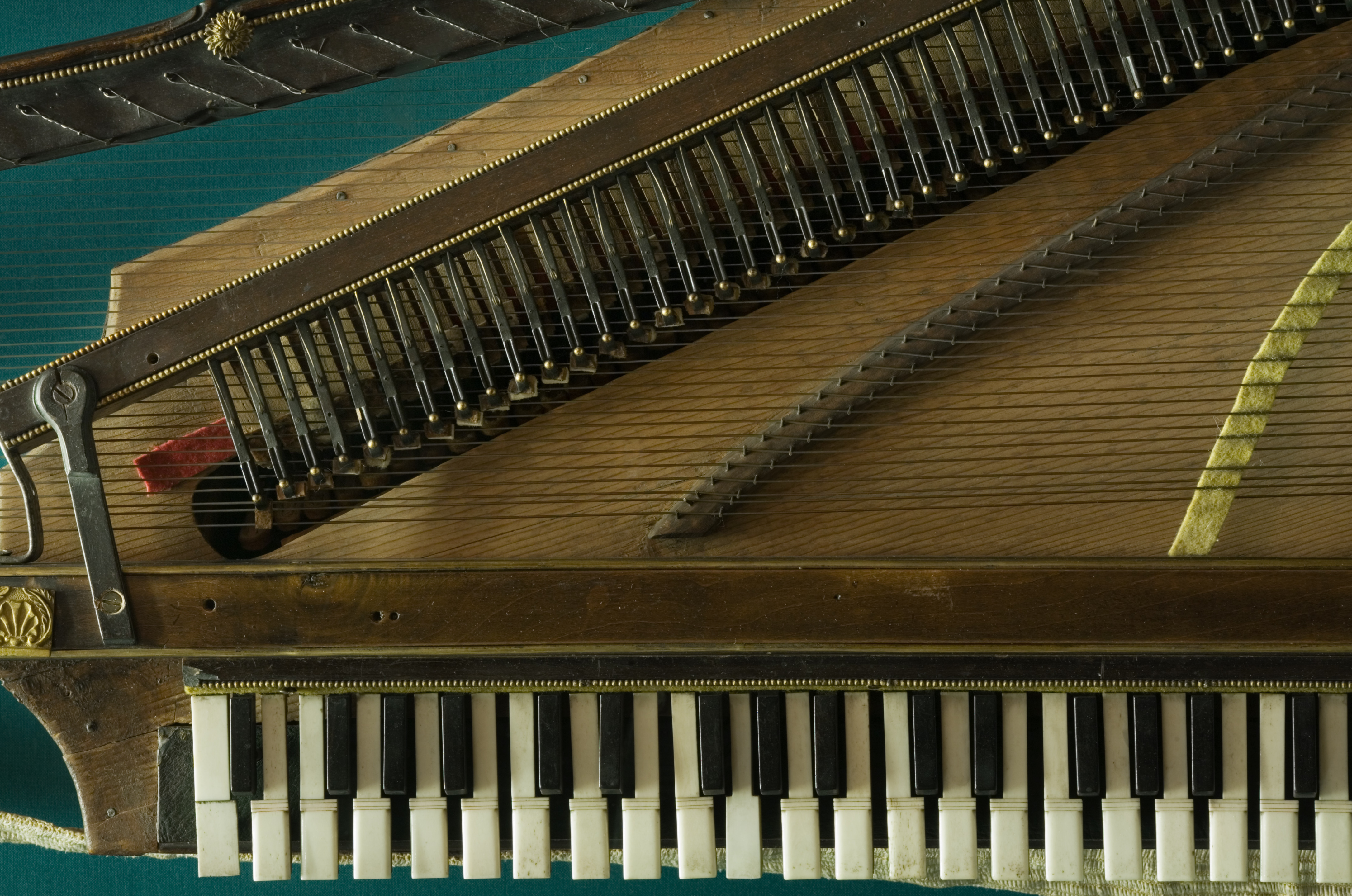
تفاصيل الأورفيكا (متحف تاريخ الفنون)

## وصلات خارجية
متحف المتروبوليتان للفنون